# Europarundflug 1930

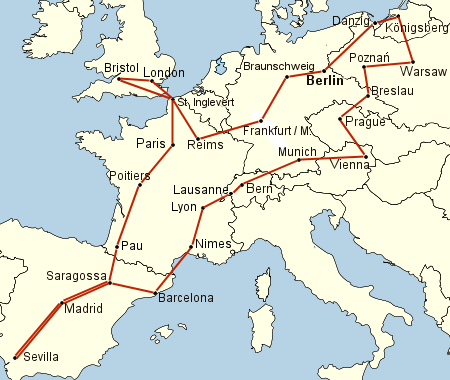
Europarundflug 1930

Der Europarundflug 1930 (auch bekannt als die Challenge 1930) war der zweite internationale Flugzeugwettbewerb der FAI (französisch: Challenge International de Tourisme). Er begann am 18. Juli und endete am 8. August 1930 in Berlin, Deutschland. Insgesamt fand dieser Wettbewerb zwischen 1929 und 1934 viermal statt und war ein großes Luftfahrtereignis im Europa zwischen den Weltkriegen. Wie im Vorjahr gewann der deutsche Pilot Fritz Morzik.

## Überblick
Deutschland organisierte den Wettbewerb, da der deutsche Pilot Fritz Morzik den Wettbewerb ein Jahr zuvor (Europarundflug 1929) gewonnen hatte. 60 Flugzeuge nahmen 1930 teil. Sie kamen aus sechs Ländern: Deutschland (30 Crews), Polen (12 Crews), Vereinigtes Königreich (7 Crews), Frankreich (6 Crews), Spanien (3 Crews) und der Schweiz (2 Crews). Es war die erste große internationale Luftfahrtveranstaltung, an dem eine polnische Mannschaft teilnahm. Diesmal waren die Italiener nicht dabei.
Im deutschen Team war Fritz Morzik – ein Gewinner der Challenge 1929. Im britischen Team waren die Piloten: Captain Hubert Broad (2. Platz 1929), der Kanadier John Carberry (3. Platz 1929) und zwei Frauen: Winifred Spooner und Lady Mary Bailey. Viele andere bekannte Luftfahrer dieser Zeit nahmen an dem Wettbewerb teil.
Der Wettbewerb wurde am 16. Juli 1930 auf dem Flugplatz Berlin-Staaken eröffnet. Er bestand aus zwei Teilen: ein Rennen über Europa und technische Studien. Da eines der Ziele des Wettbewerbs war, einen Fortschritt in der Gestaltung der Flugzeuge zu erreichen, war es nicht nur ein Wettbewerb der Piloten, sondern auch der technischen Studien sowie eine Herstellungsabschätzung, um weiter fortgeschrittene Reiseflugzeuge zu bauen. Alle Flugzeuge flogen mit einer Besatzung aus zwei Personen: Pilot mit Passagier oder Mechaniker.

## Flugzeuge

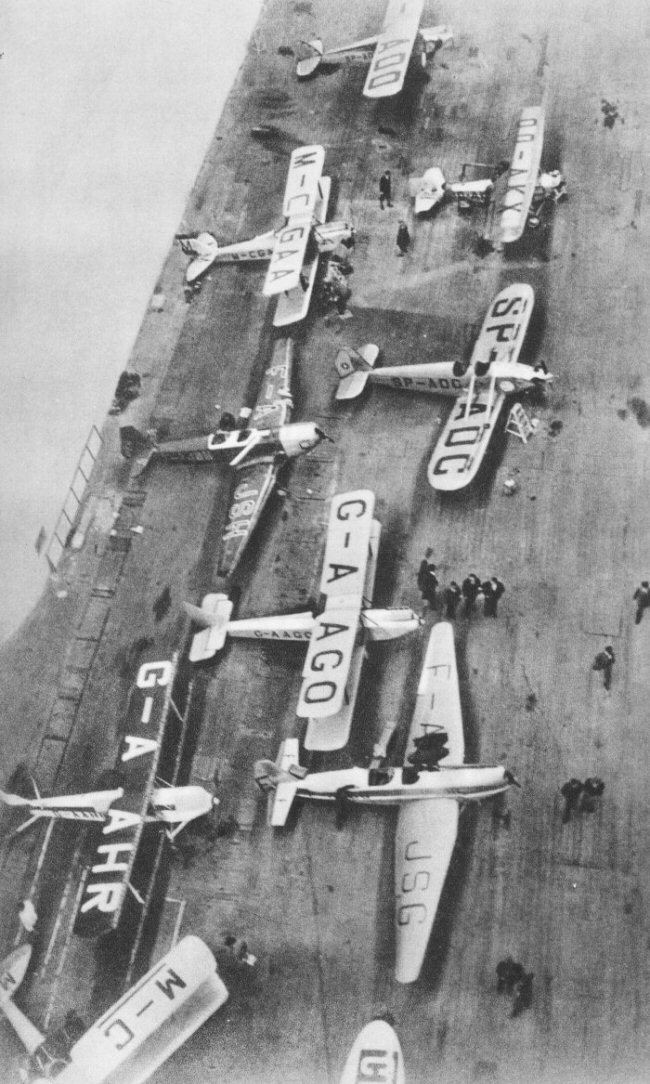
Flugzeuge vor dem Start. Unter anderem ist Hubert Broads Gipsy Moth G-AAHR erkennbar, davor steht die Caudron C.193 F-AJSG

Die meisten der Flugzeuge im Wettbewerb waren populäre Sportflugzeuge der späten 1920er Jahre, die außerdem am vorherigen Wettbewerb teilnahmen, wie zum Beispiel die de Havilland Gipsy Moth DH-60G, das das Hauptflugzeug der britischen und spanischen Teams war. Die meisten Flugzeuge waren offen, Tiefdecker, Hochdecker oder Doppeldecker. Im Gegensatz zum vorherigen Wettbewerb waren auch einige Spezialflugzeuge vertreten, die besser für den Wettbewerb geeignet waren: die deutsche BFW M23 und Klemm L 25E, neue Varianten der erfolgreichen Maschinen von 1929 – hölzerne Tiefdecker und Eindecker mit geschlossenem Cockpit, mit besseren Chancen im technischen Wettbewerb. Alle Flugzeuge hatten ein starres Fahrwerk und Tragflächen ohne Vorflügel oder Klappen.
Teilnehmende Flugzeugtypen: BFW M23c (10), BFW M23b (1), Klemm L 25 (4), Klemm L 25E (3), Klemm L 26 (2), Klemm VL 25 (1), Junkers A50 (3), Arado L II (4), Albatros L 100 (1), Albatros L 101 (1), Darmstadt D 18 (1), de Havilland Gipsy Moth DH-60G (6), Avro Avian (1), Spartan Arrow (1), Monocoupe 90 (1), RWD-2 (3), RWD-4 (3), PZL-5 (2), PWS-50 (1), PWS-51 (1), PWS-52 (1), PWS-8 (1), Caudron C.193 (3), Caudron C.232 (1), Mauboussin 11 (1), Saint Hubert G1 (1), Breda Ba 15 (1), CASA C-1 (1).
Die Flugzeuge hatten alphanumerische Startnummern, deutsche: A2–A9, B3–B9, C1–C9, D1–D8, E1–E9, F1–F2, britische: K1–K8, französische: L1–L3, M1–M6, polnische: O1–O9, P1–P5, Schweizer: S1 und S2, spanische: T1–T7 (Nummern wurden in einem Kreis aufgemalt, mit der Aufschrift: Challenge International 1930).

## Rallye über Europa

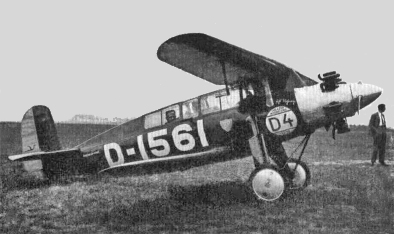
Die D 18 musste wegen Motorschadens auf der Strecke Barcelona–Nimes auf dem Mittelmeer notwassern

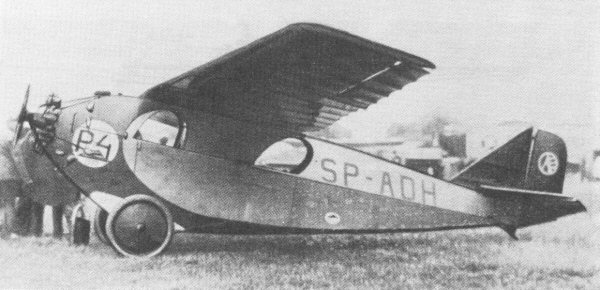
Polnische RWD-2 mit Challenge-Markierungen

Der Wettbewerb 1930 war die einzige Challenge, in der die Rallye am Anfang stand. Es war eine 7560 km Rallye über Europa. Sie verlief über: Berlin – Frankfurt am Main – St. Inglevert bei Calais – Bristol – London – St. Inglevert – Paris – Pau – Saragossa – Madrid – Sevilla – Saragossa – Barcelona – Lyon – München – Wien – Prag – Breslau – Posen – Warschau – Königsberg – Danzig – Berlin. Die Regelmäßigkeit der Flüge war der wichtigste Faktor, der zweite die Reisegeschwindigkeit.
Die Rallye startete am 20. Juli. Am ersten Tag erreichten die schnellsten Mannschaften St. Inglevert, 1058 km entfernt. Am 21. Juli flogen die Besatzungen über den Ärmelkanal, und einigen Flugzeugen gelang die Rückkehr nach Frankreich. Drei Engländer und drei Franzosen erreichten Paris noch am selben Tag.
Am 22. Juli erreichten die schnellsten Piloten Madrid, 3019 km Entfernung nach dem Start. Es waren drei Engländer Hubert Breit, A. Butler (beide DH-60G) und Sidney Thom (Avro Avian), John Carberry (Monocoupe 90), drei Deutsche (Fritz Morzik, Willy Polte – beide BFW M.23c, Reinhold Poss – Klemm L 25E) und zwei Franzosen (Francis Arrachart, Maurice Finite). Drei weitere Mannschaften flogen nach Saragossa über die Pyrenäen. Der Rest war über die ganze Route verteilt, wobei die langsamsten Piloten nur 800–1000 km von Berlin entfernt waren. Neun Mannschaften hatten bereits aufgegeben, vor allem auf Grund von Pannen und Abstürzen.
Die elf schnellsten Mannschaften erreichten Spanien, während am 23. und 24. Juli der Rest der Besatzungen wegen schlechten Wetters über den Pyrenäen in Pau am Boden bleiben musste. Am 25. Juli verbesserte sich das Wetter, so dass die in Frankreich verbliebenen Teilnehmer nach Saragossa weiterfliegen konnten. Inzwischen erreichten die vier schnellsten Piloten (Hubert Breit, Sidney Thorn, AS Butler und Reinhold Poss) Breslau. Vier Mannschaften gaben an diesem Tag auf, darunter der beste polnische Pilot Franciszek Żwirko mit einer RWD-4 (wegen Motorschadens). Am 26. Juli starben zwei deutsche Besatzungsmitglieder, Erich Offermann und Erich Jerzembski (BFW M.23c), bei einer Bruchlandung in Lyon. Eine deutsche Besatzung wasserte im Mittelmeer und wurde von einem Schiff geborgen (Rudolf Neininger, Darmstadt D 18).
Am 27. Juli erreichten die ersten Piloten Berlin. Der erste war Hubert Broad (DH-60G), danach Sidney Thorn (Avro Avian) und der Deutsche Reinhold Poss (Klemm L 25E). Binnen einer Stunde landeten auch Fritz Morzik (BFW M.23c), Maurice Finite (Caudron 193), Prinz Anton von Habsburg-Bourbon (DH-60G), Georg Pasewaldt, H. Andrews und A. S. Butler. Der Schnellste auf der ganzen Strecke war A.S. Butler (DH-60G – Durchschnittsgeschwindigkeit 179 km/h), aber durch den Austausch eines Propellers in Posen wurde er disqualifiziert und beendete die Rallye außerhalb des Wettbewerbs, zweitschnellster war Hubert Broad (176 km/h). An diesem Tag waren noch 35 Mannschaften unterwegs. Am 28. Juli erreichten sieben weitere Mannschaften Berlin, am 29. Juli neun weitere, und der Rest – am nächsten Tage. Als Vorletzter erreichte Hans Böhning das Ziel am 1. August. Einige Crews gaben noch in den letzten Tagen auf. Am 2. August landete als letzter in der Wertung befindlicher Teilnehmer der Schweizer Charles Kolp, der schwer erkrankt war und die Strecke trotz hohen Fiebers als einziger Wettbewerber mit zwei Begleitern an Bord ohne Strafpunkte bewältigt hatte.
Die Rallye über Europa erschien relativ schwierig für Flugzeuge und Piloten. Nur 35 der 60 Crews schafften es in der vorgegebenen Zeit. Weitere sieben Mannschaften beendeten die Rallye, wurden aber wegen Verspätung oder Reparaturen disqualifiziert. Nach der Rallye war der führende in der allgemeinen Klassifizierung Hubert Broad (DH-60G, 270 Punkte), hinter ihm folgten: John Carberry (Monocoupe 90, 268 Punkte), Reinhold Poss (Klemm L 25E, 264 Punkte). Der vierte war Fritz Morzik (BFW M.23c, 263 Punkte). Siebte wurde Winifred Spooner (260 Punkte). Die beste Schweizer Mannschaft landete auf dem 13. Platz, der beste Pole, Stanisław Płonczyński, landete auf dem 14. Platz (RWD-2, 236 Punkte).
Top-Ergebnisse der Rallye
|     | Pilot                   | Land                   | Flugzeugtyp                          | Kennzeichen / Start Nr. | Durchschnitts- geschwindigkeit | Punkte: Rennen |
| 01. | Hubert Broad            | Vereinigtes Königreich | DH-60G                               | G-AAHR / K3             | 176 km/h                       | 270            |
| 02. | John Carberry           | Vereinigtes Königreich | Monocoupe 90                         | G-ABBR / K7             | 173 km/h                       | 268            |
| 03. | Reinhold Poss           | Deutsches Reich        | Klemm L 25E                          | D-1901 / B8             | 149 km/h                       | 264            |
| 04. | Fritz Morzik            | Deutsches Reich        | Bayerische Flugzeugwerke (BFW) M.23c | D-1883 / B3             | 148 km/h                       | 263            |
| 05. | Willy Polte             | Deutsches Reich        | Bayerische Flugzeugwerke (BFW) M.23c | D-1892 / F2             | 147 km/h                       | 262            |
| 06. | Oskar Notz              | Deutsches Reich        | Klemm L 25E                          | D-1902 / C1             | 146 km/h                       | 261            |
| 07. | Winifred Spooner        | Vereinigtes Königreich | DH-60G                               | G-AALK / K8             | 145 km/h                       | 260            |
| 08. | Dietrich von Massenbach | Deutsches Reich        | BFW M.23c                            | D-1888 / C7             | 151 km/h                       | 256            |
| 09. | Ernst Krüger            | Deutsches Reich        | BFW M.23c                            | D-1891 / E8             | 139 km/h                       | 254            |
| 10. | Joachim von Köppen      | Deutsches Reich        | BFW M.23c                            | D-1886 / C5             | 138 km/h                       | 253            |
| 11. | Sidney Thorn            | Vereinigtes Königreich | Avro Avian                           | G-AAHJ / K1             | 155 km/h                       | 250            |
| 12. | Oskar Dinort            | Deutsches Reich        | Klemm L.25E                          | D-1900 / B9             | 145 km/h                       | 250            |
| 13. | Jean R. Pierroz         | Schweiz                | Breda Ba-15S                         | CH-257 / S1             | 133 km/h(?)                    | 238            |
| 14. | Stanisław Płonczyński   | Polen                  | RWD-2                                | SP-ADG / P3             | 128 km/h                       | 236            |
| 15. | Edward Więckowski       | Polen                  | RWD-2                                | SP-ADH / P4             | 127 km/h                       | 234            |

## Technische Prüfungen

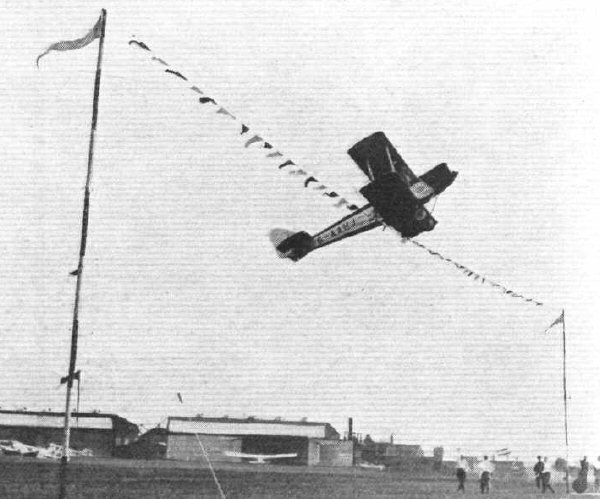
Der Brite Sidney Thorn beim Kurzstarttest in der Avro Avian

Am 1. August fand eine technische Bewertung der konkurrierenden Flugzeuge statt. Da es ein Wettbewerb der Reiseflugzeuge war, ging es um Features wie komfortable Kabinen, Anzahl von Anzeigen und Doppelkontrollen, Sicherheitseinrichtungen (Anti-Brand-Geräte und Plätze für Fallschirme) und faltbare Flügel wurden ebenfalls ausgezeichnet. In der technischen Bewertung erreichte der beste 104 von insgesamt 230 möglichen Punkten. Wichtigstes Merkmal war eine Komfort-Kabine (bis zu 42 Punkte). Die meisten Punkte erreichte die amerikanische Monocoupe 90 von John Carberry (74 Punkte), danach folgten drei deutsche Junkers A 50 mit 67–69 Punkten. 62 Punkte erreichte die Klemm L 25E von Reinhold Poss, punktgleich war die polnische RWD-4 von Jerzy Bajan. Die DH-60G von Hubert Broad erreichte nur 56 Punkte, die BFW M23c von Fritz Morzik 54 Punkte. Die zweitschlechteste Bewertung war die von Sidney Thoms Avro Avian – 43 Punkte (aufgrund des Fehlens faltbarer Flügel).
Als nächster Durchgang folgte das schnelle Flügelfalten, eine Funktion, um Platz in Hangars zu sparen. Am schnellsten waren die britischen Besatzungen, die die DH-60 flogen (Hubert Broads Crew brauchte nur 48 s), aber die Deutschen bekamen sechs Extrapunkte für ihre Art der Faltung, daher erhielten die BFW M.23c die meisten Punkte (24 Punkte). John Carberrys Monocoupe und die polnischen RWDs waren benachteiligt, da sie keine faltbaren Flügel hatten.
Als Nächstes gab es die Schnellstarttests der Flugmotoren und am 3. August einen Kraftstoffverbrauchstest auf einer Distanz von 304 km. Den besten Kraftstoffverbrauch hatten die RWD-2 (sie erhielten 30 Punkte), danach kamen deutsche Klemms und BFWs.
Nach diesen Durchgängen führten die Deutschen die Wertung an: Reinhold Poss (382 Punkte), Oskar Notz (380 Punkte), Fritz Morzik (378 Punkte). Dann erst folgten John Carberry (377 Punkte), Hubert Broad (375 Punkte) und Winifred Spooner (370 Punkte).
Am 6. und 7. August gab es einen Kurzstarttest. Notwendig war das Überfliegen eines 8,5 Meter hohen Tores mit einem Seil. Jede Mannschaft hatte vier Versuche. Der deutsche Pilot Ernst Krüger war der beste, mit dem niedrigsten Abstand von 125,5 Metern, dann Fritz Morzik (126,4 Meter) – beide flogen BFW M 23c und wurden mit 30 Punkten ausgezeichnet. Die nächsten Plätze gingen auch an Deutsche. Sechste war Winifred Spooner, die eine DH-60 flog (142 Meter – 25 Punkte).
Als Letztes folgte ein Durchgang für die kürzeste Landung über ein 8,5 Meter hohes Tor. Das beste Ergebnis, 127,3 Meter, erreichte der deutsche Theo Osterkamp, er flog ein älteres Modell der Klemm L 25 Ia, danach folgte Friedrich Siebel (Klemm L 26). Die dritte war Winifred Spooner (21 Punkte); Fritz Morzik und Reinhold Poss erreichten den 5. und 6. Platz.

## Ergebnisse

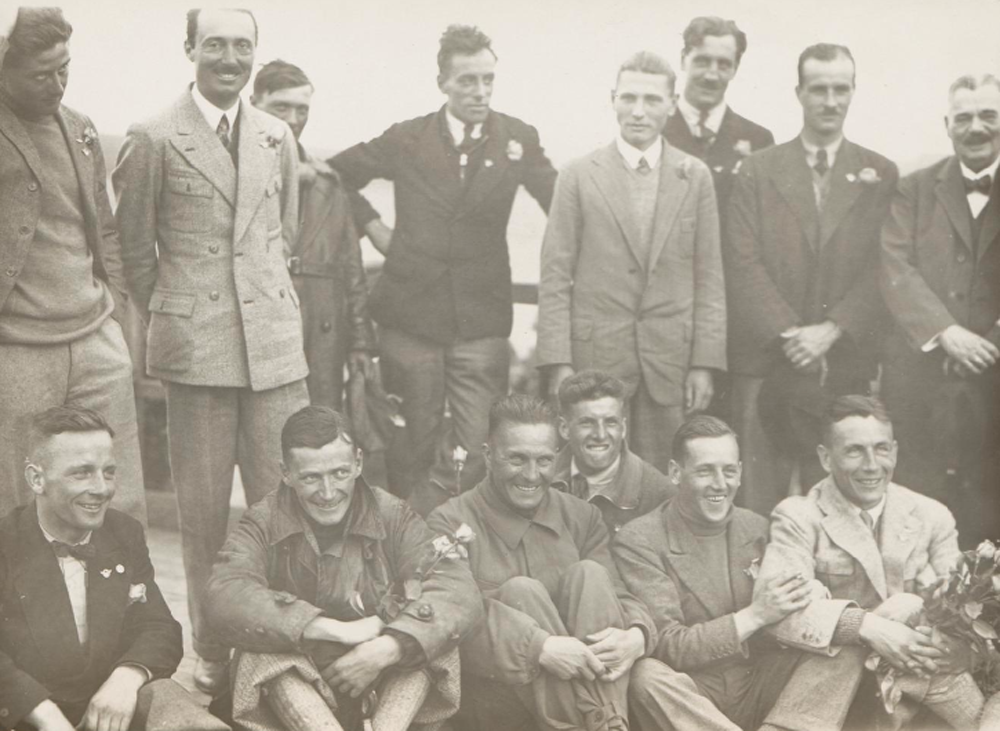
Gruppenbild mit Piloten und Organisatoren Europaflug 1930

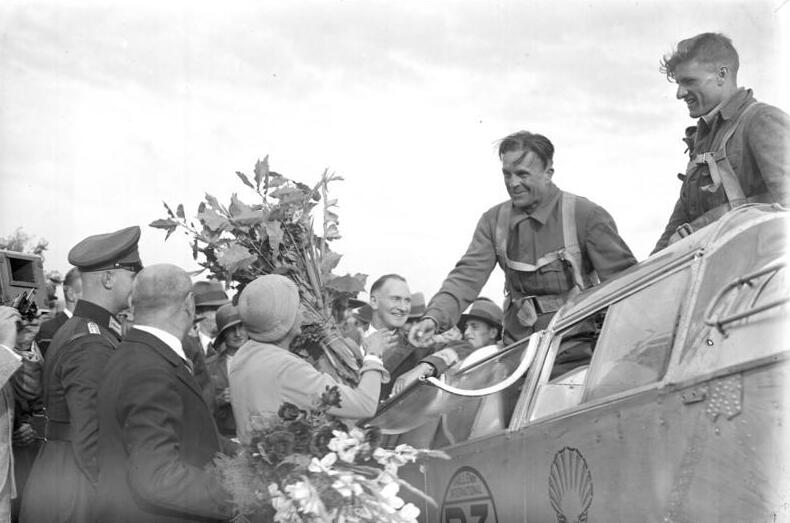
Begrüßung von Fritz Morzik bei der Ankunft in Berlin-Tempelhof

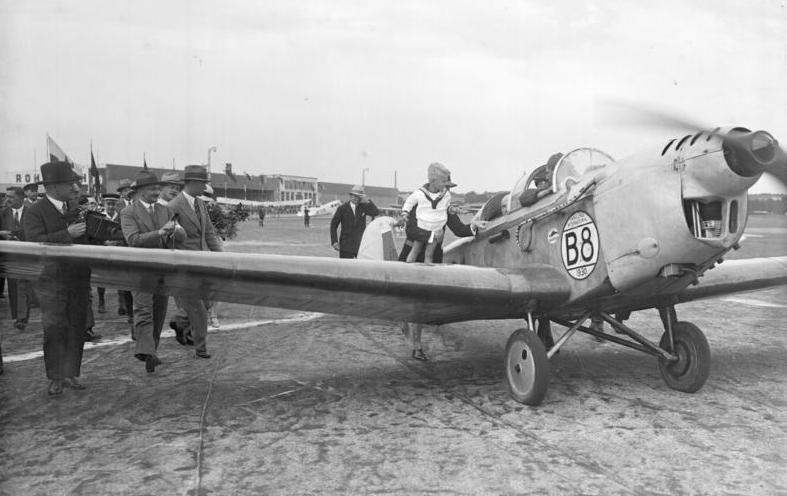
Bundesarchiv Bild 102-10196, Berlin-Tempelhof, Ankunft der ersten Europa-Flieger 1930, Reinhold Poss mit seinem Flugzeug Klemm L.25E

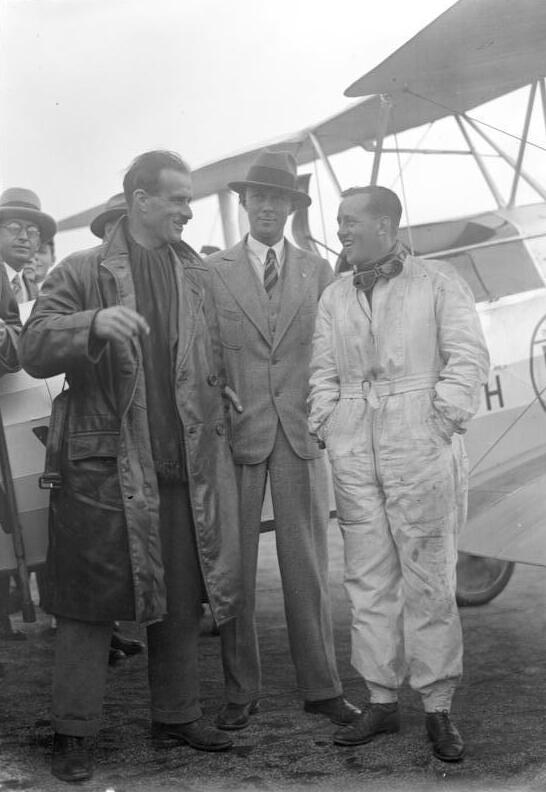
Hubert Broad und A. Butler in Berlin-Tempelhof

Auf den Test der kürzesten Landung am 8. August folgte die Abschlusszeremonie. Die ersten drei Plätze wurden von Deutschen besetzt. Sieger war wieder Fritz Morzik. Auf dem vierten Platz folgte Miss Winifred Spooner, die ihre Position bei technischen Durchgängen, also nach der Rallye über Europa, verbessern konnte.
Nur 35 von 60 Mannschaften erreichten das Ende des Wettbewerbs, darunter 20 deutsche, 6 britische, 4 polnische, 2 Schweizer, 2 französische Mannschaften und eine spanische Mannschaft.
|     | Pilot                      | Land                   | Flugzeugtyp    | Kennzeichen | Start-Nr. | Punkte: Rennen + Technik = Gesamt |
| 01. | Fritz Morzik               | Deutsches Reich        | BFW M23c       | D-1883      | B3        | 263 + 164 = 427                   |
| 02. | Reinhold Poss              | Deutsches Reich        | Klemm L 25E    | D-1901      | B8        | 264 + 159 = 423                   |
| 03. | Oskar Notz                 | Deutsches Reich        | Klemm L 25E    | D-1902      | C1        | 261 + 158 = 419                   |
| 04. | Winifred Spooner           | Vereinigtes Königreich | D.H.60G        | G-AALK      | K8        | 260 + 156 = 416                   |
| 05. | Willy Polte                | Deutsches Reich        | BFW M23c       | D-1892      | F2        | 262 + 147 = 409                   |
| 06. | John Carberry              | Vereinigtes Königreich | Monocoupe 90   | G-ABBR      | K7        | 268 + 137 = 405                   |
| 07. | Dietrich von Massenbach    | Deutsches Reich        | BFW M23c       | D-1888      | C7        | 256 + 142 = 398                   |
| 08. | Hubert Broad               | Vereinigtes Königreich | DH-60G         | G-AAHR      | K3        | 270 + 125 = 395                   |
| 09. | Ernst Krüger               | Deutsches Reich        | BFW M23c       | D-1891      | E8        | 254 + 140 = 394                   |
| 10. | Oskar Dinort               | Deutsches Reich        | Klemm L 25E    | D-1900      | B9        | 250 + 135 = 385                   |
| 11. | Theo Osterkamp             | Deutsches Reich        | Klemm L 25 Ia  | D-1713      | B7        | 226 + 158 = 384                   |
| 12. | Joachim von Köppen         | Deutsches Reich        | BFW M23c       | D-1886      | C5        | 253 + 130 = 383                   |
| 13. | Robert Lusser              | Deutsches Reich        | Klemm L 26 Va  | D-1716      | A2        | 218 + 145 = 363                   |
| 14. | Jean R. Pierroz            | Schweiz                | Breda Ba-15S   | CH-257      | S1        | 238 + 124 = 362                   |
| 15. | Johann Risztics            | Deutsches Reich        | Junkers A50ce  | D-1618      | A1        | 195 + 166 = 361                   |
| 16. | Sidney Thorn               | Vereinigtes Königreich | Avro Avian     | G-AAHJ      | K1        | 250 + 088 = 338                   |
| 17. | Maurice Finat              | Frankreich             | Caudron C.193  | F-AJSI      | M2        | 214 + 123 = 337                   |
| 18. | Otto Peschke               | Deutsches Reich        | Arado L IIa    | D-1875      | C9        | 207 + 129 = 336                   |
| 19. | Stanisław Płonczyński      | Polen                  | RWD-2          | SP-ADG      | P3        | 236 + 100 = 336                   |
| 20. | Friedrich Siebel           | Deutsches Reich        | Klemm L 26 IIa | D-1773      | E6        | 171 + 164 = 335                   |
| 21. | Edward Więckowski          | Polen                  | RWD-2          | SP-ADH      | P4        | 234 + 095 = 329                   |
| 22. | Georg Pasewaldt            | Deutsches Reich        | Arado L IIa    | D-1876      | D1        | 180 + 138 = 318                   |
| 23. | Charles Kolp               | Schweiz                | Klemm VL 25 Va | CH-258      | S2        | 189 + 125 = 314                   |
| 24. | François Arrachart         | Frankreich             | Caudron C.193  | F-AJSH      | L3        | 198 + 113 = 311                   |
| 25. | Otto von Waldau            | Deutsches Reich        | BFW M23c       | D-1887      | C6        | 165 + 142 = 307                   |
| 26. | Heinrich Benz              | Deutsches Reich        | Klemm L 25 IVa | D-1877      | E1        | 162 + 142 = 304                   |
| 27. | Alfred Gothe               | Deutsches Reich        | Junkers A 50ci | D-1863      | E2        | 179 + 105 = 284                   |
| 28. | Egloff von Freyberg        | Deutsches Reich        | BFW M23c       | D-1884      | C3        | 153 + 120 = 273                   |
| 29. | Waldemar Roeder            | Deutsches Reich        | Junkers A 50ce | D-1862      | A8        | 150 + 121 = 271                   |
| 30. | Anton von Habsburg-Bourbon | Spanien                | DH-60G         | M-CKAA      | T5        | 144 + 101 = 245                   |
| 31. | Mary Bailey                | Vereinigtes Königreich | DH-60G         | G-AAEE      | K6        | 132 + 103 = 235                   |
| 32. | Jerzy Bajan                | Polen                  | RWD-4          | SP-ADM      | P2        | 120 + 103 = 223                   |
| 33. | Ignacy Giedgowd            | Polen                  | PZL-5          | SP-ACW      | O1        | 087 + 083 = 170                   |
| 34. | Hans Böhning               | Deutsches Reich        | BFW M.23b      | D-1889      | D8        | 080 + 081 = 161                   |
| 35. | H. Andrews                 | Vereinigtes Königreich | Spartan Arrow  | G-AAWZ      | K4        | 051 + 109 = 160                   |

Aufgrund des Sieges der Deutschen, wurde auch die nächste Challenge 1932 in Deutschland ausgetragen. Diese nächste Challenge sollte sich durch Veränderungen im Regelwerk als schwieriger erweisen. Für den Wettbewerb 1932, entwickelten die meisten Länder fortgeschrittene Sportflugzeuge mit hohen technischen Leistungen.